# Culex hamoni
Culex hamoni is een muggensoort uit de familie van de steekmuggen (Culicidae). De wetenschappelijke naam van de soort is voor het eerst geldig gepubliceerd in 1967 door Brunhes, Adam & Bailly-Choumara.